# Juillet 1801

## Événements
- Empire russe : fin des distributions de terres peuplées à la noblesse[1].

- 8 - 12 juillet : victoire navale franco-espagnole à la bataille d'Algésiras[2].

- 12 juillet : Toussaint Louverture promulgue une constitution autonomiste à Saint-Domingue qui lui donne les pleins pouvoirs à vie[3].

- 15 juillet, France : concordat entre la France et le pape Pie VII. Le catholicisme devient religion « de la majorité des Français ».

- 17 juillet, France : début de la procédure de validation du projet de Code civil français élaboré par Jean-Jacques-Régis de Cambacérès.

- 18 juillet : départ de Portsmouth de l’expédition du navigateur britannique Matthew Flinders, chargée d’inspecter toute la côte australienne (fin en 1803)[4].

- 25 juillet, Inde : à la mort de Omdut-ul-Umara (en) (15 juillet[5]), la compagnie anglaise des Indes orientales prend en charge l’administration du pays karnataka[6]. Peu après, s’est au tour de Tanjore et de Surate[7].

## Naissances
- 14 juillet : Johannes Peter Müller (mort en 1858), physiologiste, ichtyologiste et professeur d'anatomie comparée allemand.
- 31 juillet : George Biddell Airy (mort en 1892), mathématicien, astronome et physicien britannique.